# صالح محیا
صالح محیا (به عربی: صالح المحيا‌) یکی از ژنرال‌های ارتش عربستان سعودی است. وی همراه با ارتشبد خالد بن سلطان یکی از فرماندهان ارتش عربستان سعودی در جنگ خلیج فارس بود.